# Compendio Bildungsmedien
Compendio Bildungsmedien AG ist das Verlagshaus der Kalaidos Bildungsgruppe Schweiz, die zur Klett Gruppe gehört. Das Unternehmen entwickelt seit 2002 Lehrmittel im Print- und digitalen Bereich, die für das Selbststudium geeignet sind. Hervorgegangen aus dem 1956 gegründeten AKAD Verlag mit seinen AKAD Lehrheften folgt Compendio Bildungsmedien einer langen Tradition von selbststudiumsgeeigneten Lernmedien. Dabei setzt Compendio nebst attraktiven Printangeboten auch auf E-Medien sowie individuell zusammengestellte Inhalte für Schul-, Firmen- und Einzelkunden. Das prüfungsrelevante Angebot ist ausgerichtet auf schweizerische Schulen und Ausbildungen von der Berufslehre über Gymnasialstufen bis hin zu höheren Berufsausbildungen.

## Fachbereiche

### Wirtschaft
Bankenwesen | Management | Steuern | Leadership | Betriebswirtschaft | Marketing | Versicherungen | Recht | Human Resources | Rechnungswesen | Volkswirtschaft

### Naturwissenschaften
Biologie | Chemie | Geografie | Physik

### Mathematik
Algebra und Analysis | Finanzmathematik | Geometrie | Statistik | Wahrscheinlichkeitsrechnung

### Informatik
ICT Management | Betriebs- und Wirtschaftsinformatik | Cyber Security | Applikationsentwicklung | System- und Netzwerktechnik

### Geisteswissenschaften
Geschichte | Sozialwissenschaften / Soziologie | Philosophie | Psychologie | Deutsch | Staatskunde

## Customizing
Firmen und Bildungsinstitutionen können sich aus dem bestehenden Programm Inhalte auf Kapitelebene individuell zusammenstellen lassen und ab Kleinstauflagen drucken oder als digitales Produkt erstellen lassen. Compendio tritt hier als Verlagsdienstleister für Customizing auf und bietet folgende Verlagsservices an:
- Didaktische Beratung
- Redaktion
- Publishing-Dienstleistungen
- Druckdienstleistungen, Lager, Logistik, Vertrieb

## Produkte (Auswahl)
- Banking Today ist das schweizerische Bildungsmedium für Lernende in Banken und banknahen Unternehmen. Es wird auf Deutsch, Englisch und Italienisch angeboten. Es erscheint im Auftrag von SwissBanking, der Schweizerischen Bankiervereinigung (SBVg). Das Lehrmittel wird von Compendio in Zusammenarbeit mit CYP (Challenge Your Potential) jährlich weiterentwickelt und aktualisiert.

- IPMA Zertifizierungen sind ein weltweit anerkanntes Qualitätskriterium für professionelles Projektmanagement. Compendio bietet die Module der Level D und C der IPMA-Zertifizierung in den Sprachen Deutsch und Englisch an.

## Nachhaltigkeit
Compendio Bildungsmedien produziert sämtliche Lehrmittel vollumfänglich klimaneutral in der Schweiz und garantiert damit kurze Transportwege. Zudem werden ihre Lehrmittel klimaneutral gedruckt. Dies ermöglicht Edubook, die Druckerei aus dem aargauischen Merenschwand. Edubook hat im Frühling 2011 den Prozess «klimaneutral drucken» von ClimatePartner implementiert und druckt seither klimaneutral. Zudem ist die Druckerei FSC-zertifiziert.